# Avi Arad
Avi Arad (hebreu: אבי ארד‎; Ramat Gan, 1 d'agost de 1948) és un productor de cinema israelià-estatunidenc que va esdevenir CEO de l'empresa Toy Biz en la dècada de 1990 i poc després director creatiu de Marvel Entertainment, i president, CEO i fundador de Marvel Studios. Des d'aleshores, ha produït una àmplia gamma d'adaptacions de còmics d'acció en viu, d'animació i de televisió, com ara Spider-Man: Un nou univers, film guanyador de l'Oscar a la millor pel·lícula d'animació de 2018.

## Primers anys de vida
Arad va néixer el 1948 a Ramat Gan (Israel), en una família jueva. Fill de supervivents de l'Holocaust de Polònia, va créixer llegint còmics de Superman i Spider-Man traduïts a l'hebreu. El 1965, va ser reclutat com a soldat a les Forces de Defensa d'Israel (IDF). Va lluitar a la Guerra dels Sis Dies de 1967, on va fer ser ferit i va passar quinze dies recuperant-se. Arad va acabar el seu servei militar el 1968.
El 1970, Arad es va traslladar als Estats Units i es va matricular a la Universitat Hofstra per estudiar gestió industrial. Va treballar com a conductor de camió i com a professor d'hebreu per pagar-se els estudis, i va graduar-se en Administració d'Empreses el 1972.

## Carrera

### Marvel Comics
Juntament amb el copropietari israelià-estatunidenc de Toy Biz Isaac Perlmutter, Avi Arad va entrar en conflicte amb Carl Icahn i Ron Perelman pel control de Marvel Comics arran de la fallida d'aquesta empresa el 1996. Al final, Arad i Perlmutter van sortir al capdavant, i Toy Biz es va fer càrrec de Marvel Comics en un acord complicat que incloïa l'obtenció dels drets de Spider-Man i d'altres superherois que Marvel havia venut anteriorment. Van sortir d'aquella crisi de Marvel i van expandir el perfil de l'empresa a través de llicències i pel·lícules.

### Arad Produccions
El 31 de maig de 2006, Arad va renunciar als seus diferents càrrecs de Marvel, inclòs el seu lideratge de Marvel Studios, per formar la seva pròpia companyia de producció, Arad Productions (coneguda també com Arad Animation), una empresa que produeix principalment pel·lícules amb llicència de Marvel separades del Marvel Cinematic Universe. La seva primera pel·lícula no produïda Marvel va ser Bratz de 2007. Altres projectes que ha dut a terme són: l'adaptació del manga Ghost in the Shell; una adaptació del best-seller de fantasia adolescent de Brandon Mull, Fablehaven (que va morir durant la producció); una adaptació de la premiada novel·la per a adolescents Maximum Ride, de James Patterson; les adaptacions de dues propietats de Sony PlayStation, Uncharted i Infamous, i una adaptació del videojoc Metal Gear Solid.

### Production I.G
El 25 d'agost de 2010, es va anunciar que Arad passava estar al front de la branca nord-americana de l'estudi d'animació Production I.G a Los Angeles (Califòrnia).

## Filmografia

### Llargmetratges
| Productor - Daredevil (2003) - Hulk (2003) - El castigador (2004) - Spider-Man 2 (2004) - Elektra (2005) - Man-Thing (2005) - Els quatre fantàstics (2005) - X-Men: La decisió final (2006) - Ghost rider: El motorista fantasma (2007) - Spider-Man 3 (2007) - Els 4 fantàstics i en Silver Surfer (2007) - Bratz (2007) - Iron Man (2008) - L'increïble Hulk (2008) - Ghost rider: Esperit de venjança (2011) - The Amazing Spider-Man (2012) - Robosapien: Rebooted (2013) - The amazing Spider-Man 2: El poder de l'Electro (2014) - Ghost in the Shell (2017) - Venom (2018) - Spider-Man: Un nou univers (2018) - Venom: Let There Be Carnage (2021) - Uncharted (2022) - Morbius (2022) - Spider-Man: Across the Spider-Verse (2023) - Kraven the Hunter (2023) - Borderlands (TBA) | Productor executiu - Blade (1998) - X-Men (2000) - Blade II (2002) - Spider-Man (2002) - X-Men 2 (2003) - Blade: Trinity (2004) - The Killing Floor (2007) - Gamba: Ganba to nakamatachi (2015) - Spider-Man: Homecoming (2017) - Spider-Man: Far From Home (2019) - Spider-Man: No Way Home (2021) |  |

### Directe a vídeo
| Any  | Títol                                    | Productor executiu | Escriptor |
| ---- | ---------------------------------------- | ------------------ | --------- |
| 2006 | Ultimate Avengers: The Movie             | Sí                 | No        |
| 2006 | Ultimate Avengers 2: Rise of the Panther | Sí                 | No        |
| 2007 | The Invincible Iron Man                  | Sí                 | Història  |
| 2007 | Doctor Strange: The Sorcerer Supreme     | Sí                 | No        |

### Televisió
| Any       | Títol                                   | Productor executiu | Creador        | Notes                                                    |
| --------- | --------------------------------------- | ------------------ | -------------- | -------------------------------------------------------- |
| 1992      | King Arthur and the Knights of Justice  | Sí                 | No             |                                                          |
| 1993–1994 | Double Dragon                           | Sí                 | No             |                                                          |
| 1993      | The Bots Master                         | Sí                 | No             |                                                          |
| 1994      | Iron Man                                | Sí                 | No             |                                                          |
| 1994      | Fantastic Four                          | Sí                 | No             |                                                          |
| 1994–1995 | Spider-Man                              | Sí                 | No             | També escriptor de l'episodi "The Alien Costume, Part 1" |
| 1996–1997 | The Incredible Hulk                     | Sí                 | No             |                                                          |
| 1996      | Generation X                            | Sí                 | No             | Pilot per a TV                                           |
| 1998      | Silver Surfer                           | Sí                 | No             |                                                          |
| 1998      | Nick Fury: Agent of S.H.I.E.L.D.        | Sí                 | No             | pel·lícula de TV                                         |
| 1999–2001 | Spider-Man Unlimited                    | Sí                 | Desenvolupador |                                                          |
| 1999–2000 | The Avengers: United They Stand         | Sí                 | No             |                                                          |
| 2000–2003 | X-Men: Evolution                        | Sí                 | No             | També escriptor de l'episodi "Strategy X"                |
| 2001      | Mutant X                                | Sí                 | Sí             | També creador                                            |
| 2003      | Spider-Man: The New Animated Series     | Sí                 | No             |                                                          |
| 2006      | Blade: The Series                       | Sí                 | No             |                                                          |
| 2006      | Fantastic Four: World's Greatest Heroes | Sí                 | No             | També escriptor de l'episodi "Molehattan"                |
| 2008      | Iron Man: Armored Adventures            | Sí                 | No             |                                                          |
| 2008      | The Spectacular Spider-Man              | Sí                 | No             | Episodi "Survival of the Fittest"                        |
| 2009      | Wolverine and the X-Men                 | Sí                 | No             |                                                          |
| 2013      | Pac-Man and the Ghostly Adventures      | Sí                 | Desenvolupador |                                                          |
| 2016–2018 | kong: King of the Apes                  | Sí                 | Desenvolupador |                                                          |
| 2017–2018 | Tarzan and Jane                         | Sí                 | Desenvolupador |                                                          |
| 2017–2018 | Super Monsters                          | Sí                 | Sí             |                                                          |